# Jönköping Östra station

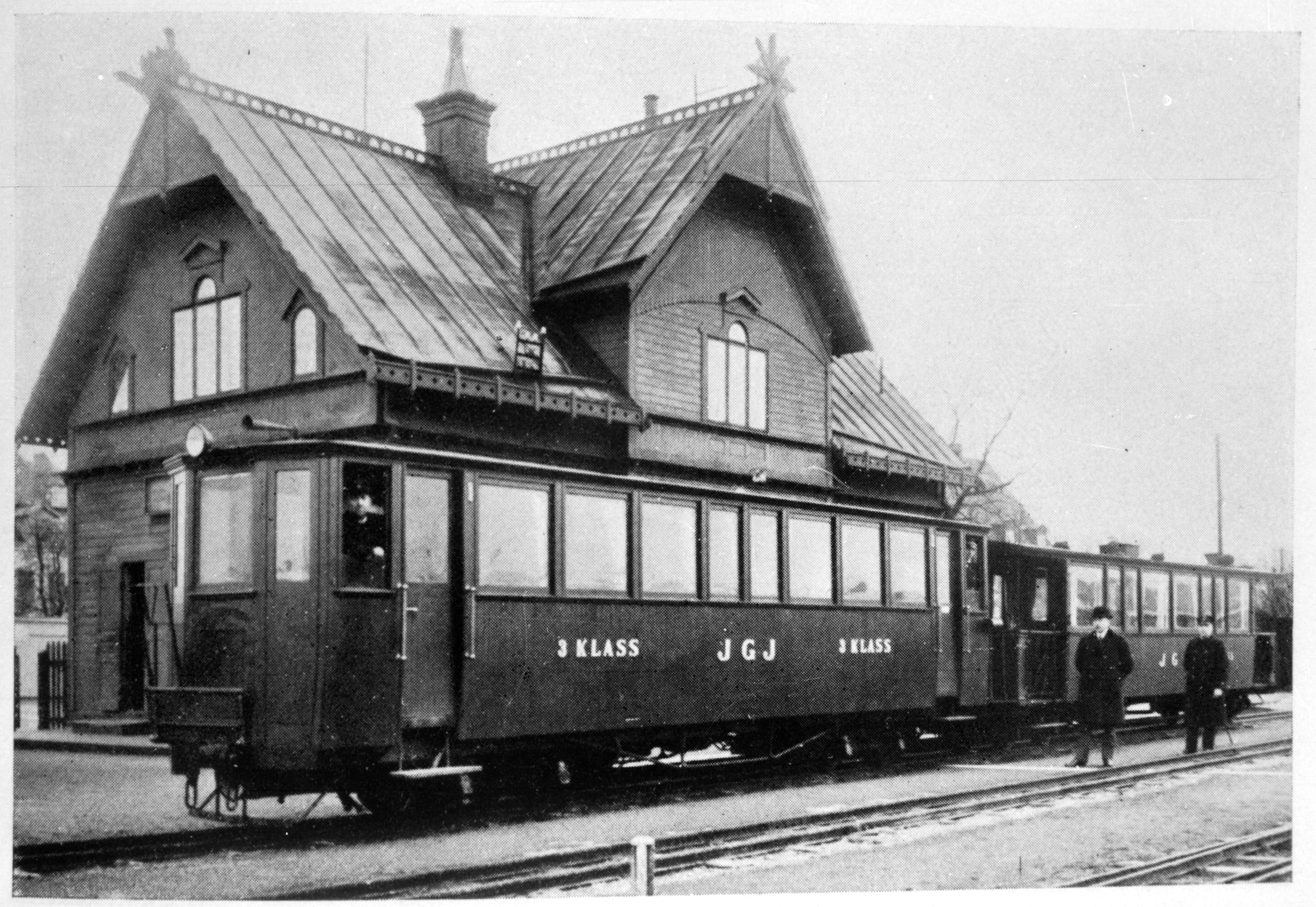
Gripenbergsbanans Motorvagn nr 1 med tillkopplad passagetarvagn som släpvagn, omkring 1925

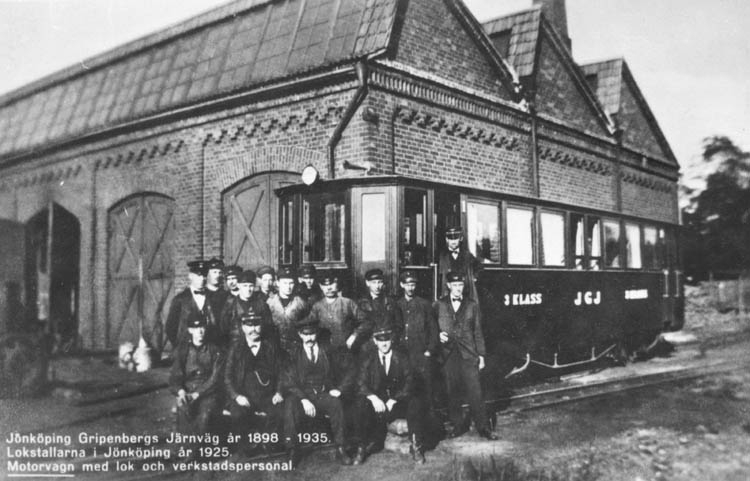
Motorvagn nr 1 vid lokstallet, 1925

Jönköping Östra station var huvudstation och den västra ändstationen för den smalspåriga Jönköping–Gripenbergs Järnväg, vilken var i drift mellan 1894 och 1935. Stationsområdet låg i väst–östlig riktning i Slottsgatans förlängning österut mot dåvarande Östra Järnvägsgatan, nuvarande Artillerigatan och järnvägsbanken för järnvägslinjen mellan Falköping och Nässjö, dåvarande Södra stambanan, nuvarande Jönköpingsbanan.
Stationshuset låg med fasad mot Vintergatan. Förutom stationshus låg på stationsområdet lokstall, snickeri/vagnverkstad och godsmagasin. År 1924 uppfördes också ett motorvagnsstall för järnvägens nyinköpta motorvagnar. Parallellt med stallet fanns ett längre stickspår. samt motorvagnsstall. Förutom spåret söder–österut Huskvarna, som gick genom "Valvet" i stambanans järnvägsbank, fanns ett kort stickspår väster–norrut till omlastningsplatsen Jönköping Strand vid Statens Järnvägars bana vid stranden av Vättern.
Alla hus på stationsområdet har rivits. Stationshuset användes senare som måleriverkstad och revs 1970. På tomten uppfördes på 1960-talet Tekniska gymnasiet, numera Erik Dahlbergsgymnasiet, och Svenska Gjuteriföreningens gjuteriskola, numera gjuterilaboratorium inom det statliga forskningsinstitutet Rise.